# Mesoleius grossulariae
Mesoleius grossulariae är en stekelart som först beskrevs av Julius Theodor Christian Ratzeburg 1852.  Mesoleius grossulariae ingår i släktet Mesoleius och familjen brokparasitsteklar. Arten är reproducerande i Sverige. Inga underarter finns listade i Catalogue of Life.